# Diplocentrus formosus
Espèce
Diplocentrus formosus est une espèce de scorpions de la famille des Diplocentridae.

## Distribution
Cette espèce est endémique de l'État d'Oaxaca au Mexique. Elle se rencontre vers Santo Domingo Tehuantepec et Asunción Ixtaltepec

## Description
Le mâle holotype mesure 47,40 mm et les femelles de 60,58 à 62,94 mm.

## Publication originale
- Armas & Martín-Frías, 2003 : Dos nuevas especies de Diplocentrus Peters, 1861 (Scorpiones: Diplocentridae) de México. Revista Iberica de Aracnologia, no 7, p. 71-77 (texte intégral).